# Lothar Lehmann (Maueropfer)
Lothar Lehmann (* 28. Januar oder 29. Januar 1942; † 26. November 1961 in Potsdam) war ein Todesopfer an der Berliner Mauer.

## Leben
Lothar Lehmann wurde am 28. oder 29. Januar entweder in Ostpreußen oder in Falkensee geboren. Die Angaben in behördlichen Dokumenten widersprechen sich. Er wuchs in Falkensee bei Pflegeeltern auf. Nachdem er die Schule nach der 8. Klasse verließ, absolvierte er eine Lehre zum Schlosser. Im September 1961 begann er den Wehrdienst bei der Nationalen Volksarmee und wurde in der Grenzsicherung zwischen Potsdam und West-Berlin eingesetzt.
Im November 1961 gab er gegenüber seiner Mutter Fluchtabsichten an. Am 26. November 1961 war er am Ufer der Havel bei Sacrow eingesetzt. Die Grenze verlief an dieser Stelle in der Mitte des Stroms. Lothar Lehmann zog sich eine Schwimmweste an. In einem unbeobachteten Moment ging er gegen Abend ins Wasser, um nach West-Berlin zu schwimmen. Dabei erlitt er einen Kälteschock. Andere Grenzposten entdeckten ihn und holten ihn aus dem Wasser. Auf der Fahrt ins Krankenhaus verstarb Lothar Lehmann. Bei einer anschließenden Obduktion wurde als Todesursache Ertrinken infolge eines Kälteschocks und eines Kreislaufkollapses festgestellt.
Den Pflegeeltern wurde durch das Ministerium für Staatssicherheit (MfS) noch am Todestag mitgeteilt, dass Lothar Lehmann beim Versuch der Fahnenflucht ertrunken war. Das MfS verpflichtete sie über die Todesumstände Stillschweigen zu bewahren. Durch die Flucht von Wolfgang S., einem Freund von Lothar Lehmann, erlangten die West-Berliner Behörden 1962 Kenntnis von dem Vorfall und führten Lehmann auf den Listen der Maueropfer. Ermittlungen, die nach dem Mauerfall eingeleitet wurden, bestätigten 1992 die Aktenlage.